# Абду Діуф
Абду Діуф (фр. Abdou Diouf; нар. 7 вересня 1935, Луга) — сенегальський політик, президент Сенегалу з 1 січня 1981 по 1 квітня 2000 року.

## Життєпис
Отримав середню освіту в ліцеї в Сен-Луї, потім навчався в університеті Дакара і Сорбонні, де захистив диплом з права у 1959 році. Повернувшись на батьківщину, у червні 1961 року став генеральним секретарем міністерства оборони. У тому ж році вступив в правлячу партію Сенегальський прогресивний союз. У 1961–1962 — губернатор області Сінє-Салум, у 1963–1965 — керівник адміністрації президента. У 1968–1970 — міністр планування та промисловості.
У лютому 1970 Діуф призначений на посаду прем'єр-міністра країни, яка мала суто технічні функції, а після відставки першого президента Леопольда Седара Сенгора автоматично прийняв його посаду. У 1983, 1988 і 1993 роках переобраний на загальних виборах. Найбільш помітними подіями його правління було створення у 1982 році конфедерації з сусідньою Гамбією Сенегамбія і прикордонний конфлікт з Мавританією у 1989 році, в результаті якого конфедерація розпалася.
У 2000 році програв у другому турі президентських виборів лідеру опозиції Абдулаю Ваду. З 1 січня 2003 року обіймає посаду голови організації Франкофонія, у 2006 році переобраний на другий термін.